# Мальсагов, Карцхал Орцхоевич
Карцха́л Орцхоевич Ма́льса́гов (ингуш. Ма́лсаганаькъан Орцха Карцхал, Uorcxa Khærcxæl) — ингушский политический деятель (старшина) XVIII века из рода Таргимхоевых, известен основанием урочища Назрань на месте слияния рек Сунжа и Назранка, где затем возник город Назрань.

## История

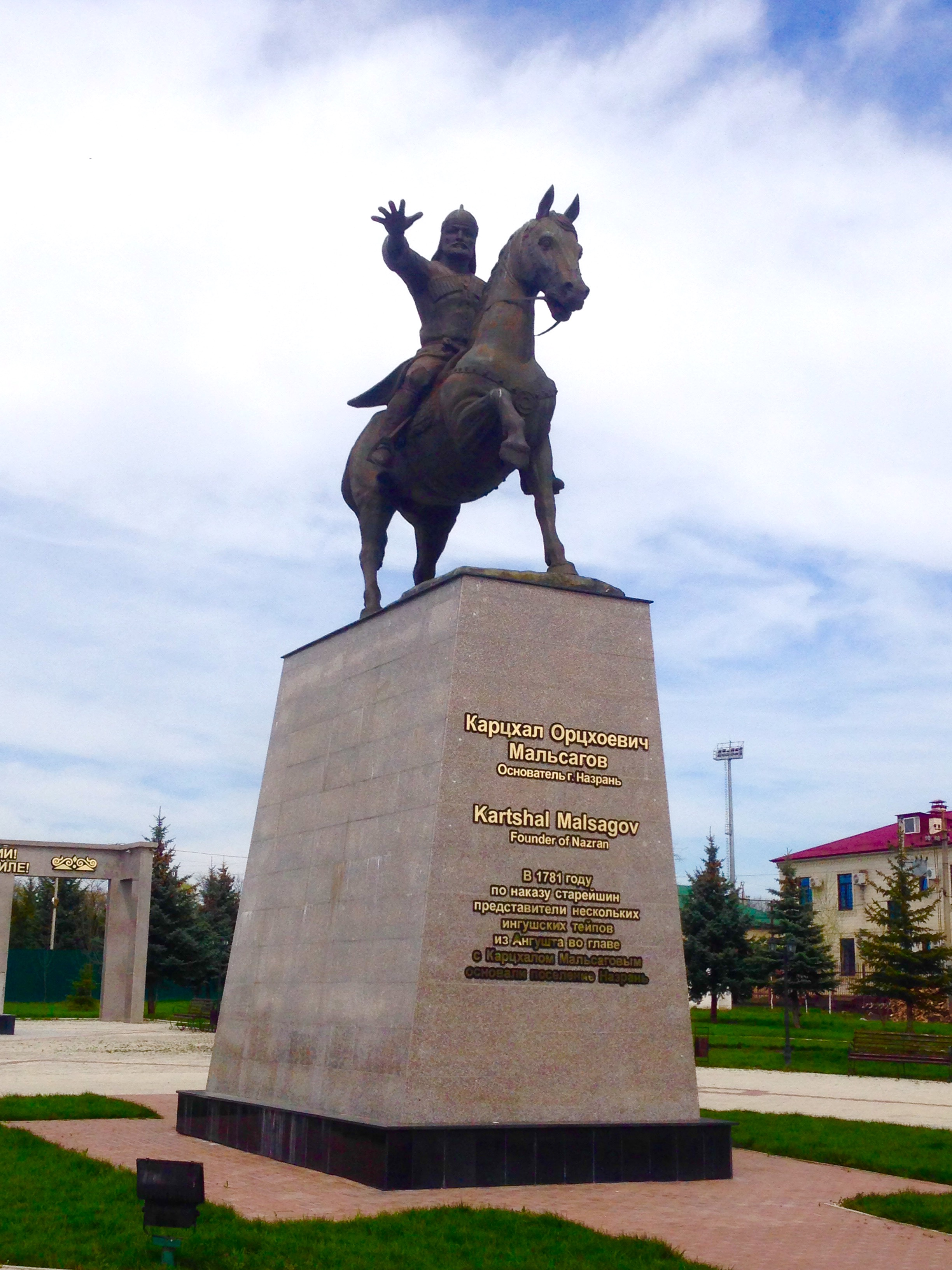
Памятник Карцхалу Мальсагову в Назрани

Одно из первых документированных упоминаний о Карцхале, вероятно, содержится в документе датированном 4 декабря 1786 года из протокола допроса чеченского старшины Ганжеби, уроженца села Алды, в котором упоминается Корсал, старшина ингушевской деревни на речке Насране. В 1781 году, Л. Штедер застал в этом районе сторожевые посты ингушей, устроенные для предупреждения жителей Камбилеевских хуторов о приближении опасности. После произведенного в 1784-1786 годах и в 1803-1804 годах укрепления линии Моздок-Владикавказ, Назрановский район был уже окончательно занят ингушами.

### Предание
По данным исследователей XIX-XX веков, по ингушскому преданию в середине XVIII века Карцхал взял с собой 10 семей-однофамильцев из рода Таргимхоевых и других фамилий из Ангушта и поселился на берегах рек Назранки (Нясир) и Сунжи.  
Район Назрани пустовал примерно с 1730 года, когда его покинули кабардинцы. До переселения Карцхала на новые земли неподалёку жили небольшими хуторами кабардинцы. 

 «Князь Насыр сказал Карцхалу, – пишет А. Тутаев, – что когда сюда переселились наши отцы, то их предки им сказали, что все эти земли раньше принадлежали галгаевцам по границе реки Терека до Моздока, от Моздока через Кабардинский хребет до Серноводска, от Серноводска до реки Ассы и Фортанги, далее до Датыха через Цечи Ахки до Геллам. А потому мы оставляем ваши земли и уедем в Кабарду. Об этом я и сказал другим князьям, что нам пора переселиться к себе на родину. Только князья – Албаст и Эльжарко – два брата не согласились, и берегись только их, от других нет опасности». — А. Мальсагов
Два кабардинских князя, Албаст и Элжарко, не были склонны освобождать поселенцев-ингушей от арендной платы и организовали нападение на селение Карцхала с целью отобрать скот и сельскохозяйственную продукцию. Согласно А. Тутаеву, эпизоды этого конфликта завершились тем, что ингуши во главе с Карцхалом, призвав на помощь более 100 вооруженных всадников из близлежащих горных аулов, одержали блестящую победу над княжескими войсками, тем самым отстояв свое право на свою землю.
На берегах рек Сунжи и Назранки, находился большой лес (ныне не существующий, – частью истребленный населением, а главным образом – вырубленный русскими войсками), где росли бук, дуб, ясень и т.д. «По берегам реки Сунжи, – пишет А. Тутаев, – был источник селитры, из которого Карцхал и его люди изготавливали порох, добавляя серу и уголь. С гор они возили в ящиках свинцовые камни (руду), из чего выделывали пули». 
В этих местах постоянно происходили нападения кабардинцев, чеченцев, ногайцев, кумыков, которые разоряли поселенцев, отбирали скот и продукты. Для обороны Карцхал построил высокую деревянную двухэтажную башню на 4-х столбах, которая могла нести более ста человек. На башне все время находился страж. Поселение вокруг окопали канавой,  оставив только одни ворота и секретный вход в канаву. В 50 шагах от канавы и по берегам  Назранки и Сунжи были вырыты секретные окопы. Башня служила оборонительным опорным пунктом, когда чеченцы, узнав, что Карцхал овладел местом, которое они считали спорным между ними с кабардинцами, пошли против него войной и, проиграв это сражение, обратились в бегство; ингуши пустились в погоню за ними с обнаженными шашками в руках, в результате чего чеченцы были отброшены ингушами до самой речки Нитты-хой-хи.
Позже, в конце XVIII века, Cypxo Мальсагов со своим младшим сыном Овлургом переехал к Карцхалу, поселившись в полутора верстах от места расположения будущей Назрановской крепости. Сурхо решил здесь выстроить каменную башню по опыту устройства жилищ в горной Ингушетии, получившую впоследствии название «башня Овлура» (ингуш. Овлург-гӀала). «Строительство башни начал сам Сурхо, – пишет Албаст Тутаев, – а сын Овлург в первом десятилетии XIX века достроил ее».

## Память
Из истории рода Мальсаговых, определенно указывается, что Карцхал был влиятельной и авторитетной фигурой среди ингушей. К своим Карцхал был строг: за кражу набивал он колодки на ноги и сажал в яму провинившихся. Карцхал прожил 117 лет. Он умер бездетным.
В декабре 2013 года в центре города Назрань установили памятник Карцхалу Мальсагову.